# Vishal Bhardwaj
Vishal Bhardwaj (ur. 4 sierpnia 1965) – indyjski reżyser filmowy, scenarzysta i kompozytor muzyki filmowej. Urodził się i dorastał w rejonie Bijnor, w stanie Uttar Pradesh, studiował muzykę w Delhi. Jako muzyk filmowy zadebiutował w 1996 roku. 4 nagrody, 5 nominacji, przede wszystkim za reżyserię, którą zajął się od 2002 roku realizując dwa filmy dla dzieci (Makdee, The Blue Umbrella) i dwie adaptacje Szekspira zaliczone do artystycznego kina Indii (Maqbool według Makbeta i Omkara według Otella).

## Filmografia

### Reżyser
- Kaminey
- Blood Brothers
- Omkara
- Chatri Chor/ The Blue Umbrella
- Maqbool
- Makdee

### Scenarzysta
- Kaminey
- Blood Brothers
- Omkara
- Chatri Chor
- Maqbool
- Makdee

### Kompozytor muzyki do filmu
- Kaminey
- Ty i ja
- Zakaz palenia
- Cichy
- Omkara
- Bhagmati
- Ramji Londonwaley
- Paanch
- Dil Pe Mat Le Yaar
- Maqbool
- Danav
- Chupke Se
- Makdee
- Hu Tu Tu
- Godmother
- Dla miłości zrobię wszystko
- Chachi 420
- Choo Lenge Akash
- Satya
- Sunset Point
- Ishqa Ishqa
- Boodhe Pahador Par
- Jahan Tum Le Chalo
- Daya
- Sham Ghansham
- Betaabi
- Maachis

### Śpiew w playbacku
- Ty i ja - U, Me Aur Hum
- Zakaz palenia - Kash Lagaa
- Omkara - O Saathi Re